# 황진미
황진미는 대한민국의 의사이자 평론가이고 페미니스트이다. 진단검사의학자로서, 대중문화평론가로서 활동하였다.

## 생애
이화여자대학교 의과대학을 졸업하고, 연세대학교 보건학 박사과정을 수료했다. 진단검사의학 전문의 자격증도 취득했다. '쥐그림' 사건으로 유명한 인문학자 박정수의 아내이기도 하다.
2002년에는 <씨네21>을 통해 영화평론가로 데뷔했다. <한겨레21>, <시사저널>, <비타민> 등에 영화 관련 글을, <한겨레 훅>에 법정 르뽀를 기고하였다. 라포르시안의 '황진미의 라뽀&르뽀'란 고정 코너를 통해 보건의료계, 혹은 의료시스템과 관련된 이슈를 진단하는 글을 썼다.
팟캐스트 <새가 날아든다> 진행자로 활동했다. 작품을 보지 않고도 평론하는 궁예필법으로 업계에서 유명하다.

## 저서

### 공저
- 김진호·엄기호·백소영·김응교·황진미. 《사회적 영성》. 현암사. 2014년. ISBN 9788932317175